# 无性细胞瘤
无性细胞瘤（英語：Dysgerminomas）是一类生殖细胞瘤，通常是恶性肿瘤，并常病发于卵巢。无性细胞瘤占卵巢肿瘤的不到1%，它常病发于童年或早期成人阶段，大概5%的患者病发于青春期以前，很少有病例发生于50岁以后。10%的病例发生于双侧卵巢。
一类肿瘤和无性细胞瘤有相同的组织学特征，但病发于男性睾丸中，被称之精原细胞瘤；病发于中枢神经系统的，称之为生殖细胞瘤。
非正常的性腺（因为特纳氏综合征和雄激素不敏感综合征）有发生为无性细胞瘤的高危性。绝大多数无性细胞瘤均与血清中乳酸脱氢酶升高有关，它也有时被视为肿瘤标记物。

## 病理
无性细胞瘤通常伴有血钙过多。在肉眼观察下，无性细胞瘤呈现出光滑、圆凸的外部表面，质软、光滑，内部颜色为奶油色、灰色、粉色、棕褐色。显微镜下检查，细胞类似原始生殖细胞，并且包含淋巴细胞；其中20%的病例中伴有肉芽肿瘤。
恶性转移的情况最常发现于淋巴结中。

## 治疗
无性细胞瘤和其他精原细胞瘤一样，对化学疗法和放射疗法非常敏感，所以采取这些治疗方式，往往能够增加患者的长期存活率。